# 方澥
方澥（1391年—？），字源深，號柳東，福建興化府莆田縣人，軍籍，明朝政治人物。

## 生平
正統三年（1438年）戊午科應天鄉試第七名舉人，四年（1439年）聯捷己未科會試第四十六名，三甲第二十六名進士。授行人司行人。

## 家族
曾祖方作楫；祖父方環；父方砮。